# Martin Faass
Martin Faass (* 5. Oktober 1963 in Karlsruhe) ist ein deutscher Kunsthistoriker. 

## Leben
Martin Faass studierte Kunstgeschichte und Germanistik in Marburg und Berlin und wurde 1998 bei Eberhard König mit einer Arbeit über das Thema Lyonel Feininger und der Kubismus promoviert. 
Von 1996 bis 2007 realisierte er als Kurator zahlreiche Ausstellungen, u. a. für die Hamburger Kunsthalle, das Museum Kurhaus Kleve, das Kunsthaus Apolda und das Museum für Kunst und Gewerbe Hamburg. Seit 2000 ist er Kurator des Kunstpreises Finkenwerder, Hamburg, gestiftet von der Airbus Deutschland GmbH. Von 2001 bis 2003 absolvierte er ein wissenschaftliches Volontariat am Museum für Kunst und Gewerbe Hamburg, wo er am Bestandskatalog „Jugendstilsammlung, Band III“ mitgewirkt hat. Als wissenschaftlicher Mitarbeiter kuratierte er die Ausstellung Natur ganz Kunst, die 2004 im Museum für Kunst und Gewerbe Hamburg eröffnet wurde. 
Im September 2006 wurde er Direktor des Museums Liebermann-Villa am Wannsee in Berlin. 2012 wurde er in den Vorstand des Landesverbandes der Museen zu Berlin (LMB) gewählt. Seit 1. Januar 2019 ist Faass Direktor des Hessischen Landesmuseums Darmstadt.

## Ausstellungen (Auswahl)
- Lyonel Feininger. Die Zeichnungen und Aquarelle, mit Dr. Ulrich Luckhardt, Hamburger Kunsthalle, 1998
- Feininger im Weimarer Land, Kunsthaus Apolda, 1999
- Im Hafen von Peppermint – Die Schiffe Lyonel Feiningers, Museum der Stadt Wolgast, Flensburger Schifffahrtsmuseum, 1999
- Von Nolde bis Schumacher – Von Knock bis Kumrow, mit Prof. Heinz Spielmann, Handelskammer Hamburg, Freie Akademie der Künste, 2000
- Almut Heise. Gemälde 1968–1999, Handelskammer Hamburg, 2000
- Alberto Giacometti. Porträts, mit Frauke Mankartz, Kunsthaus Apolda, Museum Kurhaus Kleve, 2001/02
- George Rickey. Kinetische Skulpturen, Museum für Kunst und Gewerbe Hamburg, 2003
- Natur ganz Kunst – Positionen zeitgenössischer Gestaltung, Museum für Kunst und Gewerbe, 2004/05
- Max Ernst. Traumlandschaften, mit Andrea Fromm, Kunsthaus Apolda, Ernst Barlach Haus Hamburg, 2004
- Seestücke – Von Caspar David Friedrich bis Emil Nolde, mit Felix Krämer, Hamburger Kunsthalle, 2005
- Die fünfziger Jahre – Alltagskultur und Design, Museum für Kunst und Gewerbe Hamburg, 2005
- Max Liebermann. Die Blumenterasse, Liebermann-Villa am Wannsee, 2007
- Seestücke – Von Max Beckmann bis Gerhard Richter, mit Felix Krämer, Hamburger Kunsthalle, 2007
- Candida Höfer. Kunsthaus Hamburg, 2007
- Martha Liebermann (1857–1943). Lebensbilder, mit Margreet Nouwen, Liebermann-Villa am Wannsee, 2007/08
- Max Liebermann. Die Papageienallee am Wannsee – Die Liebermannsammlung der Kunsthalle Bremen zu Gast, Liebermann-Villa am Wannsee, 2009
- Der Jesus-Skandal. Ein Liebermann-Bild im Kreuzfeuer der Kritik, Liebermann-Villa am Wannsee, Hamburger Kunsthalle, 2009/10
- Max Liebermann am Meer, Liebermann-Villa am Wannsee, Museum Kunst der Westküste, Alkersum, 2011/12
- Max Liebermann und Emil Nolde. Gartenbilder, Liebermann-Villa am Wannsee, 2012
- Max Liebermann und Frankreich, Liebermann-Villa am Wannsee, 2013
- Verlorene Schätze. Die Kunstsammlung von Max Liebermann, Liebermann-Villa am Wannsee, 2013/14
- Liebermann und Van Gogh, Liebermann-Villa am Wannsee, 2015
- Max Liebermann. Biergärten und Caféterrassen, Liebermann-Villa am Wannsee, 2016
- Max Liebermann. Vom bürgerlichen Freizeitvergnügen zum modernen Sport, mit Dorothee Hansen, Kunsthalle Bremen, Liebermann-Villa am Wannsee, 2016/17
- Max Liebermann – Streit am Wannsee. Von noblen Villen und Strandbadfreuden, Liebermann-Villa am Wannsee 2017
- Ich. Max Liebermann – Ein europäischer Künstler, Hessisches Landesmuseum Darmstadt 2021
- Urknall der Kunst. Moderne trifft Vorzeit, Hessisches Landesmuseum Darmstadt 2023
- Museum goes Street-Art! MadC gestaltet die Außenfassade der Gemäldegalerie des Hessischen Landesmuseums Darmstadt, Hessisches Landesmuseum Darmstadt 2024
- Candida Höfer. Fotografien, Hessisches Landesmuseum Darmstadt 2025